# لويس رينو (الصناعة)
لويس رينو (Louis Renault) (12 فبراير 1877، باريس، فرنسا -ت. 24 أكتوبر 1944) رجل صناعة فرنسي واحد من مؤسسي شركة رينو ، الشركة الرائدة في صناعة السيارات في أوروبا.

## صناعة السيارات
قام لويس رينو وشقيقه مارسل رينو بتأسيس شركتهما في عام 1898. وكونا اسماً في سباقات السيارات بشكل سريع محققين عدداً من الانتصارات. اعتمدت معامل رينو تقنيات الإنتاج الكمي في عام 1905 وتقنيات التايلوريسم في عام 1913. خلال الحرب العالمية الأولى، أنتجت الشركة الشاحنات، الناقلات، سيارات الإسعاف، المدرعات وحتى دبابة FT17 الشهيرة التي ساهمت مساهمة حاسمة في النصر النهائي في الحرب.

## وفاته
توفي في فرنسا في نهاية 1944 في ظل ظروف غير مؤكدة في انتظار المحاكمة، تمت مصادرة وتأميم شركته من قبل الحكومة الفرنسية.

## وصلات خارجية
- لويس رينو